# Linea Kalininskaja-Solncevskaja
La linea Kalininskaja-Solncevskaja, o linea 8, è una delle linee della metropolitana di Mosca. Attualmente, è l'unica linea a recare anche il nome di una persona, in luogo delle zone che collega. Fu aperta come ramo orientale della linea di Perovo nel 1979 e da allora si è estesa verso il centro cittadino.
Per distinguerlo dalla linea storica di 16,3 km, il nuovo tratto ad ovest è chiamato linea 8A ed è lungo 10,7 km, la cui unione con la linea principale è prevista per il 2023.

## Cronologia
Sono escluse la tratta Park Pobedy-Petrovskij Park, in comune con la linea Bol'šaja kol'cevaja (o linea 11) in quanto, una volta completata, la linea 8 non la percorrerà più.
| Tratto                        | Apertura         | Lunghezza | Note                       |
| ----------------------------- | ---------------- | --------- | -------------------------- |
| Marksistskaja–Novogireevo     | 30 dicembre 1979 | 11,4 km   |                            |
| Marksistskaja–Tret'jakovskaja | 25 gennaio 1986  | 1,7 km    |                            |
| Novogireevo–Novokosino        | 30 agosto 2012   | 3,2 km    |                            |
| Park Pobedy–Delovoj Centr     | 31 gennaio 2014  | 3,4 km    | Chiuso il 26 febbraio 2018 |
| Park Pobedy–Ramenki           | 16 marzo 2017    | 7,3 km    |                            |
| Ramenki-Rasskazovka           | 30 agosto 2018   | 15 km     |                            |
| Totale                        | 20 stazioni      | 41 km     |                            |

## Interscambi
| Linea                             | Stazione          |
| --------------------------------- | ----------------- |
| Linea Zamoskvoreckaja             | Tret'jakovskaja   |
| Linea Arbatsko-Pokrovskaja        | Park Pobedy       |
| Linea Kol'cevaja                  | Marksistskaja     |
| Linea Kalužsko-Rižskaja           | Tret'jakovskaja   |
| Linea Tagansko-Krasnopresnenskaja | Marksistskaja     |
| Linea Ljublinskaja                | Ploščad' Iljiča   |
| Anello centrale di Mosca          | Šosse Ėntuziastov |

## Materiale rotabile
La linea è servita dal deposito Novogireevo (№ 12). Alla linea sono assegnati i treni 25 81-717/714 a sette carrozze, sin dal momento dell'apertura nel 1979.

## Sviluppi recenti e progetti futuri
La linea esiste attualmente senza biforcazioni, ma da tempo è in programma un'estensione attraverso il centro cittadino verso ovest.

### Centro
Il progetto attuale è di estendersi da Tret'jakovskaja con una stazione verso Kadaševskaja, e in seguito verso Ostoženka, che potrebbe fungere da punto di interscambio con Kropotkinskaja, della Linea Sokol'ničeskaja. La linea svolterà poi a nord-ovest verso Smolenskaja, sulla Linea Filëvskaja e Smolenskaja sulla Linea Arbatsko-Pokrovskaja, unendole in un unico punto di interscambio. In seguito, si unirà alla linea circolare, il che necessiterà la costruzione di una stazione tra Krasnopresnenskaja e Kievskaja, chiamata Rossijskaja.

### Ramo Solncevskij
Il primo tratto del ramo Solncevskij, tra Park Pobedy e Delovoj Centr, con un punto di interscambio a Vystavočnaja, ha aperto nel gennaio 2014 e non è ancora connesso al resto della linea Kalininskaja. È in costruzione un'ulteriore estensione verso ovest a partire da Park Pobedy, e se ne prevede l'apertura nel 2017. La linea attraverserà il quartiere Ramenki con una stazione chiamata Ramenki e proseguirà per garantire la connessione con una futura linea di trasporto veloce. Il capolinea previsto sarà Rasskazovka (metropolitana di Mosca), a circa 5 km dall'aeroporto di Mosca-Vnukovo.